# Йойк
Йойк (саам. Joik або juoiggus  , англ. Yoik) — традиційний спів у саамів, що є особливим ритмом, повторенням протягом всієї пісні тих самих, красиво звучних, але часто позбавлених буквального значення слів.

## Історія та суть
У колишні часи це було частиною тодішнього релігійного культу, і це, можливо, було причиною того, що християни наклали на йойк сувору заборону. Навіть сьогодні в деяких регіонах Норвегії йойк заборонений.
У йойка немає ані початку, ні кінця, на відміну від традиційної пісні.
Йойки можуть бути для людей, тварин і місць. У саамській традиції дуже важливо, щоб у людини був власний йойк — це не менш важливо, ніж ім'я. У йойка місця і йойка тварини схоже ритуальне значення. Навіть на слух фахівця різницю між йойком людини і йойком тваринного вловити важко. Причина цього в тому, що люди, тварини та місця не настільки віддалені один від одного в свідомості саама, як у європейській свідомості. Етика, застосовна до людей, точно так само відноситься до тварин і місць, можна сказати, «близьким» тваринам і місцям. І так само як не можна володіти близькою людиною, не можна володіти «близькою» твариною або місцем.
Йойки варіюються від місцевості до місцевості так само, як і мова. Вони можуть бути як мелодійними або епічними, так й імітувати спів птахів. У кожному «діалекті» йойка є свої «ідіолекти», тобто індивідуальні різновиди.